# 서울시 유스 오케스트라
서울시유스오케스트라(Seoul Metropolitan Youth Orchestra)는 대한민국을 대표하는 청소년관현악단이다. 1984년 9월에 '서울시립소년소녀 교향악단'이라는 이름으로 창단되었고, 11월 10일에 세종문화회관에서 창단 연주회를 개최했다.
1994년 10월에 '서울시청소년교향악단'으로 개칭되었으며, 박은성(1984-1993)과 김종덕(1993-1999), 장윤성(1999-2000), 박태영(2000-2011)이 단장 겸 음악 감독직을 차례로 역임했다. 2014년 기준으로 김지환이 단장직을 맡고 있으며, 주요 공연장은 세종문화회관의 세종 대극장, 세종 M씨어터, 세종 체임버홀이다.
2007년 10월에 새로운 도약을 위해 현재 명칭으로 재차 개칭되었다. 각 음악대학 전공 대학생들 중 엄격한 오디션을 거쳐 단원을 선발하고 있으며, 세종문화회관 산하 예술단으로 활동하고 있다.
정기연주회 외에 기획연주, 동문 연주가들과의 합동공연, 청소년음악회, 단원 기량 향상을 위한 협주곡연주회와 실내악연주회, 음악캠프, 해외공연 등을 개최하고 있다.